# Nikolaï Melnik
Pour les articles homonymes, voir Melnik.
Nikolaï Nikolaïevitch Melnik (en russe : Николай Николаевич Мельник), né le 17 décembre 1953, et mort le 26 juillet 2013  à Alicante (Espagne) d'une leucémie, est un pilote d'hélicoptère soviétique. 
Nikolaï Melnik est connu pour avoir placé des capteurs de radiation sur le réacteur no 4 de la centrale nucléaire de Tchernobyl après la catastrophe du 26 avril 1986. Il fut distingué par le titre de Héros de l'Union soviétique à la suite de cette action. 